# Sylvia (film, 2003)
A Sylvia 2003-ban bemutatott brit filmdráma Christine Jeffs rendezésében. A film témája Sylvia Plath és Ted Hughes szerelmi románca.

## Cselekmény
A massachusettsi Bostonban 1932-ben született Plath koraérett írói tehetséggel rendelkezett, első versét már nyolcévesen publikálta. Ugyanebben az évben tragédia is volt az életében, amikor Plath kénytelen volt szembenézni apja váratlan halálával. 1950-ben irodalmi ösztöndíjjal kezdett el tanulni a Smith College-ban, és bár kiváló tanuló volt, súlyos depressziós rohamoktól kezdett szenvedni. Az első évét követően először kísérelt meg öngyilkosságot. Plath túlélte, és 1955-ben Fulbright-ösztöndíjat kapott, hogy Angliában tanulhasson a Cambridge-i Egyetemen.
A film egy olyan felvétellel kezdődik, amelyen Plath alszik, majd kinyitja a szemét. Cambridge-i diákként piros biciklijén és akadémiai talárban utazik. Hall egy partiról, amelyen a St. Botolph's című lap kiadását ünneplik, és ahol találkozik egy fiatal költővel, Ted Hughes-zal. Egymásba szeretnek és 1956-ban összeházasodnak, majd Massachusettsbe mennek, ahol a lány édesanyja él (Aurelia Plath, akit Paltrow édesanyja, Blythe Danner alakít). Mindketten a Smith College-ban tanítanak. Sylvia hamarosan megtudja, hogy mások is el vannak ragadtatva a férjétől, a jó megjelenés, a karizma, a hírnév és a siker kombinációja miatt. Visszatérnek Angliába, először Londonba, majd Devonba, ahol Sylvia neveli két gyermeküket, és férje szakmai árnyékában él, miközben ő maga is megpróbál írói karriert befutni, ami neki nem olyan természetes, mint Tednek. Miután David és Assia Wevill, akik londoni lakásukat bérlik, meglátogatják, Sylvia joggal vádolja Tedet hűtlenséggel. Kirúgja a férfit, majd elkezdi írni a verseket, amelyek posztumusz jelennek meg Ariel című gyűjteményében. Sylvia ezután visszaköltözik Londonba a gyermekeivel. Ted karácsonykor meglátogatja, és újra szeretkeznek, de azt mondja, nem tudja elhagyni Assia-t, aki terhes. Nem sokkal később öngyilkosságára készül, elzárja a gyerekszobát a gáztűzhelyből származó gáz elől. Egy nővér jön, hogy kivigye a gyerekeket, és Ted meglátja Plath kéziratát az íróasztalán. A zárócím arról tájékoztat, hogy a könyve miatt nagyon szerették, Ted pedig 1998-ban (közvetlenül a halála előtt) megírta a válaszát, a Születésnapi levelek című gyűjteményben.

## Szereplők
| Színész         | Szerep                    | Magyar hang        | Magyar hang        |
| Színész         | Szerep                    | 1. szinkron (2005) | 2. szinkron (2022) |
| --------------- | ------------------------- | ------------------ | ------------------ |
| Gwyneth Paltrow | Sylvia Plath              | Für Anikó          | Hábermann Lívia    |
| Daniel Craig    | Ted Hughes                | Széles Tamás       | Rajkai Zoltán      |
| David Birkin    | Morecambe                 |                    |                    |
| Alison Bruce    | Elizabeth                 |                    | Erdős Borcsa       |
| Amira Casar     | Assia Wevill              | Zsigmond Tamara    | Szitás Barbara     |
| Blythe Danner   | Aurelia Plath             | Tóth Judit         | Udvarias Anna      |
| Lucy Davenport  | Doreen                    | Böhm Anita         | Dobó Enikő         |
| Julian Firth    | Michie                    | Molnár Levente     | Pásztor Tibor      |
| Jeremy Fowlds   | Mr. Robinson              |                    | Fehérváry Márton   |
| Michael Gambon  | Thomas professzor         | Kristóf Tibor      | Kertész Péter      |
| Sarah Guyler    | Ted cambridge-i barátnője |                    |                    |
| Jared Harris    | Al Alvarez                | Csankó Zoltán      | Harcsik Róbert     |
| Andrew Havill   | David Wevill              | Juhász György      | Albert Gábor       |
| Liddy Holloway  | Martha Bergstrom          |                    | Makay Andrea       |